# Asterina bullata
Asterina bullata är en svampart som beskrevs av Berk. & M.A. Curtis 1868. Asterina bullata ingår i släktet Asterina och familjen Asterinaceae.   Inga underarter finns listade i Catalogue of Life.